# Bolgár Megmentési Nemzeti Front
A Bolgár Megmentési Nemzeti Front (bolgárul:Национален фронт за спасение на България) egy politikai párt Bulgáriában. Elnöke Valeri Szimeonov. A párt a Hazafias Koalíció része, valamint a Harmadik Boriszov-kormány egyik kormánypártja.

## Választási eredmények
| év    | szavazatarány | mandátumszám | szavazatszám | státusz       |
| ----- | ------------- | ------------ | ------------ | ------------- |
| 2013  | 3,70%         | 0            | 131 169      | nem jutott be |
| 2014+ | 7,28%         | 19           | 239 101      | ellenzék++    |
| 2017+ | 9,07%         | 27           | 318 513      | kormánypárt   |
| 2021+ | 0,32%         | 0            | 8602         | nem jutott be |

+ a Hazafias Koalíció eredménye, melynek egyik ereje a Bolgár Megmentési Nemzeti Mozgalom
++ kívülről támogatja a kormányt
| év   | szavazatarány | mandátumszám | szavazatszám |
| ---- | ------------- | ------------ | ------------ |
| 2014 | 3,05%         | 0            | 68 376       |
| 2019 | 1,15%         | 0            | 22 421       |